# Critics’ Choice Movie Awards 2021

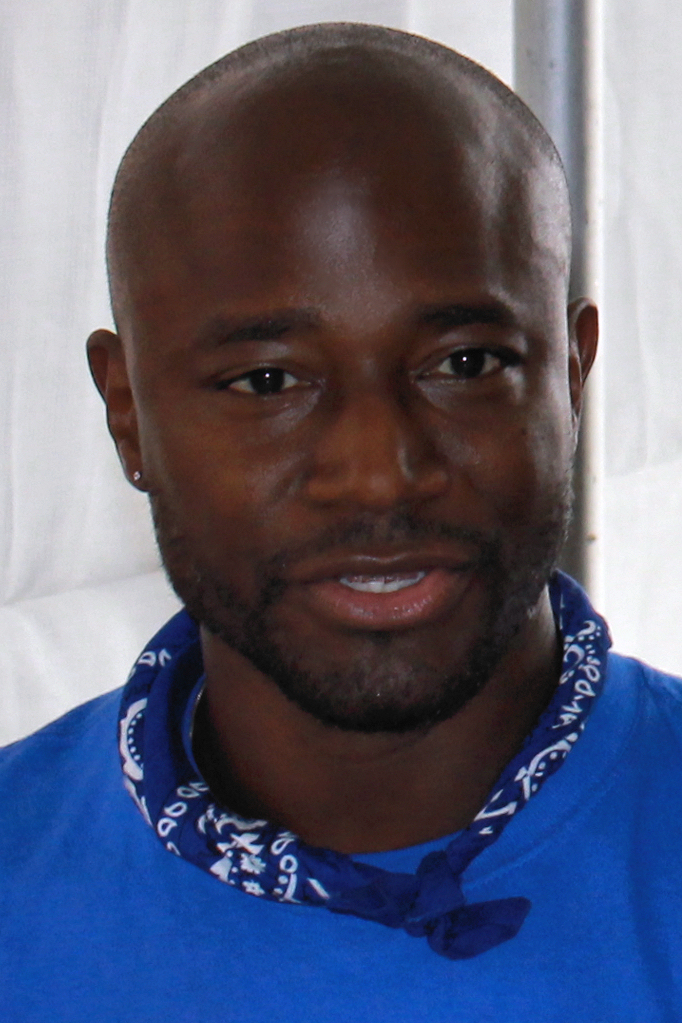
Taye Diggs, Moderator der Verleihung

Die 26. Verleihung der US-amerikanischen Critics’ Choice Movie Awards (englisch 26th Critics’ Choice Awards), die jährlich von der Critics Choice Association (CCA) vergeben werden, fand am 7. März 2021 statt. Die Verleihung wurde zum dritten Mal von Taye Diggs moderiert und live vom US-Sender The CW ausgestrahlt.
Die Nominierungen wurden am 8. Februar 2021 bekanntgegeben.

## Gewinner und Nominierte
| Film                                 | N  | A |
| ------------------------------------ | -- | - |
| Mank                                 | 12 | 1 |
| Minari – Wo wir Wurzeln schlagen     | 10 | 2 |
| Ma Rainey’s Black Bottom             | 08 | 3 |
| Neues aus der Welt                   | 07 | 0 |
| Nomadland                            | 06 | 4 |
| Promising Young Woman                | 06 | 2 |
| The Trial of the Chicago 7           | 06 | 2 |
| One Night in Miami                   | 06 | 1 |
| Da 5 Bloods                          | 06 | 0 |
| Sound of Metal                       | 05 | 1 |
| Tenet                                | 05 | 1 |
| The Father                           | 04 | 0 |
| Judas and the Black Messiah          | 03 | 1 |
| Du hast das Leben vor dir            | 03 | 0 |
| Emma                                 | 03 | 0 |
| The Midnight Sky                     | 03 | 0 |
| Niemals Selten Manchmal Immer        | 03 | 0 |
| The United States vs. Billie Holiday | 03 | 0 |

### Bester Film
Nomadland
Da 5 Bloods
Ma Rainey’s Black Bottom
Mank
Minari – Wo wir Wurzeln schlagen (Minari)
Neues aus der Welt (News of the World)
One Night in Miami
Promising Young Woman
Sound of Metal
The Trial of the Chicago 7

### Bester Hauptdarsteller
Chadwick Boseman – Ma Rainey’s Black Bottom
Ben Affleck – Out of Play: Der Weg zurück (The Way Back)
Riz Ahmed – Sound of Metal
Tom Hanks – Neues aus der Welt (News of the World)
Anthony Hopkins – The Father
Delroy Lindo – Da 5 Bloods
Gary Oldman – Mank
Steven Yeun – Minari – Wo wir Wurzeln schlagen (Minari)

### Beste Hauptdarstellerin
Carey Mulligan – Promising Young Woman
Viola Davis – Ma Rainey’s Black Bottom
Andra Day – The United States vs. Billie Holiday
Sidney Flanigan – Niemals Selten Manchmal Immer (Never Rarely Sometimes Always)
Vanessa Kirby – Pieces of a Woman
Frances McDormand – Nomadland
Zendaya – Malcolm & Marie

### Bester Nebendarsteller
Daniel Kaluuya – Judas and the Black Messiah
Chadwick Boseman – Da 5 Bloods
Sacha Baron Cohen – The Trial of the Chicago 7
Bill Murray – On the Rocks
Leslie Odom Jr. – One Night in Miami
Paul Raci – Sound of Metal

### Beste Nebendarstellerin
Marija Bakalowa – Borat Anschluss Moviefilm (Borat Subsequent Moviefilm)
Ellen Burstyn – Pieces of a Woman
Glenn Close – Hillbilly-Elegie
Olivia Colman – The Father
Amanda Seyfried – Mank
Yoon Yeo-jeong – Minari – Wo wir Wurzeln schlagen (Minari)

### Beste Jungdarsteller
Alan Kim – Minari – Wo wir Wurzeln schlagen (Minari)
Ryder Allen – Palmer
Ibrahima Gueye – Du hast das Leben vor dir (La vita davanti a sé)
Talia Ryder – Niemals Selten Manchmal Immer (Never Rarely Sometimes Always)
Caoilinn Springall – The Midnight Sky
Helena Zengel – Neues aus der Welt (News of the World)

### Bestes Schauspielensemble
The Trial of the Chicago 7
Da 5 Bloods
Judas and the Black Messiah
Ma Rainey’s Black Bottom
Minari – Wo wir Wurzeln schlagen (Minari)
One Night in Miami

### Beste Regie
Chloé Zhao – Nomadland
Lee Isaac Chung – Minari – Wo wir Wurzeln schlagen (Minari)
Emerald Fennell – Promising Young Woman
David Fincher – Mank
Spike Lee – Da 5 Bloods
Regina King – One Night in Miami
Aaron Sorkin – The Trial of the Chicago 7

### Bestes Originaldrehbuch
Emerald Fennell – Promising Young Woman
Lee Isaac Chung – Minari – Wo wir Wurzeln schlagen (Minari)
Jack Fincher – Mank
Eliza Hittman – Niemals Selten Manchmal Immer (Never Rarely Sometimes Always)
Darius Marder und Abraham Marder – Sound of Metal
Aaron Sorkin – The Trial of the Chicago 7

### Bestes adaptiertes Drehbuch
Chloé Zhao – Nomadland
Paul Greengrass und Luke Davies – Neues aus der Welt (News of the World)
Christopher Hampton und Florian Zeller – The Father
Kemp Powers – One Night in Miami
Jonathan Raymond und Kelly Reichardt – First Cow
Ruben Santiago-Hudson – Ma Rainey’s Black Bottom

### Beste Kamera
Joshua James Richards – Nomadland
Christopher Blauvelt – First Cow
Erik Messerschmidt – Mank
Lachlan Milne – Minari – Wo wir Wurzeln schlagen (Minari)
Newton Thomas Sigel – Da 5 Bloods
Hoyte van Hoytema – Tenet
Dariusz Wolski – Neues aus der Welt (News of the World)

### Bestes Szenenbild
Donald Graham Burt und Jan Pascale – Mank
Cristina Casali und Charlotte Watts – David Copperfield – Einmal Reichtum und zurück (The Personal History of David Copperfield)
David Crank und Elizabeth Keenan – Neues aus der Welt (News of the World)
Nathan Crowley und Kathy Lucas – Tenet
Kave Quinn und Stella Fox – Emma
Mark Ricker, Karen O’Hara und Diana Stoughton – Ma Rainey’s Black Bottom

### Bester Schnitt
Alan Baumgarten – The Trial of the Chicago 7

Mikkel E.G. Nielsen – Sound of Metal
Kirk Baxter – Mank
Jennifer Lame – Tenet
Yorgos Lamprinos – The Father
Chloé Zhao – Nomadland

### Beste Kostüme
Ann Roth – Ma Rainey’s Black Bottom
Alexandra Byrne – Emma
Bina Daigeler – Mulan
Suzie Harman und Robert Worley – David Copperfield – Einmal Reichtum und zurück (The Personal History of David Copperfield)
Nancy Steiner – Promising Young Woman
Trish Summerville – Mank

### Bestes Make-up und beste Frisuren
Ma Rainey’s Black Bottom
Emma
Hillbilly-Elegie
Mank
Promising Young Woman
The United States vs. Billie Holiday

### Beste visuelle Effekte
Tenet
Greyhound – Schlacht im Atlantik (Greyhound)
Der Unsichtbare (The Invisible Man)
Mank
The Midnight Sky
Mulan
Wonder Woman 1984

### Beste Komödie
Palm Springs
Borat Anschluss Moviefilm (Borat Subsequent Moviefilm)
Mein 40-jähriges Ich (The 40-Year-Old Version)
The King of Staten Island
On the Rocks
The Prom

### Bester fremdsprachiger Film
Minari – Wo wir Wurzeln schlagen (Minari)
Der Rausch (Druk)
Kollektiv – Korruption tötet (Colectiv)
La Llorona
Du hast das Leben vor dir (La vita davanti a sé)
Wir beide (Deux)

### Bestes Lied
Speak Now aus One Night in Miami
Everybody Cries aus The Outpost – Überleben ist alles (The Outpost)
Fight for You aus Judas and the Black Messiah
Husavik (My Home Town) aus Eurovision Song Contest: The Story of Fire Saga
Io sì (Seen) aus Du hast das Leben vor dir (La vita davanti a sé)
Tigress & Tweed aus The United States vs. Billie Holiday

### Beste Musik
Trent Reznor, Atticus Ross und Jon Batiste – Soul
Alexandre Desplat – The Midnight Sky
Ludwig Göransson – Tenet
James Newton Howard – Neues aus der Welt (News of the World)
Emile Mosseri – Minari – Wo wir Wurzeln schlagen (Minari)
Trent Reznor und Atticus Ross – Mank